# Goussinooziorsk
Goussinooziorsk (en russe : Гусиноозёрск) est une ville de la République de Bouriatie, en Russie. Sa population s'élevait à 23 075 habitants en 2019.

## Géographie
La ville de Goussinooziorsk se situe en Bouriatie, une république de Russie située en Transbaïkalie, région de Sibérie orientale à l'est du lac Baïkal. La république fait partie du district fédéral extrême-oriental. Centre administratif du raïon de la Selenga, un raïon de la république, la ville est aussi le centre administratif du l'établissement urbain de Goussinooziorsk, une municipalité du raïon qui comprend deux autres localités,.
Goussinooziorsk est située sur la rive septentrionale du lac Goussinoïe, à 97 km au sud-ouest d'Oulan-Oude et à 4 392 km à l'est de Moscou. Le fuseau horaire de la ville est MSK+5 (heure d'Irkoutsk). Le décalage horaire appliqué par rapport au temps universel coordonné est +08:00.

## Histoire
Goussinooziorsk est fondée en 1939 lors de la mise en exploitation de gisements de charbon dans les environs. La ville s'appelle Chakhty (Шахты) jusqu'en 1953.
Elle abrite le monastère bouddhiste (datsan) de Tamtchinsk.
La 245e division de fusiliers motorisés de l'Armée de terre de la Russie était basée dans la ville, mais depuis 2006, l'activité de la base est réduite au stockage d'armes et d'équipements.

## Population
Recensements (*) ou estimations de la population
| 1959*  | 1970*  | 1979*  | 1989*  | 2002*  | 2010*  | 2012   |
| ------ | ------ | ------ | ------ | ------ | ------ | ------ |
| 11 598 | 13 807 | 22 320 | 29 790 | 26 502 | 24 582 | 24 099 |

| 2013   | 2014   | 2015   | 2016   | 2017   | 2018   | 2019   |
| ------ | ------ | ------ | ------ | ------ | ------ | ------ |
| 23 781 | 23 436 | 23 307 | 23 359 | 23 280 | 23 082 | 23 075 |

## Économie
Les mines de charbon de Goussinooziorsk (société OAO Razrez Kholboldjinski) fournissaient 90 pour cent du charbon de Bouriatie. La ville possédait quelques usines de matériel électrique, de textile, de produits alimentaires et de matériaux de construction. Mais après le chaos des années 1995-1998, beaucoup d'entreprises ont fermé.
La ville possède une importante centrale thermique, qui appartient à l'entreprise OGK-3 et fait partie du réseau électrique uni de Sibérie. La centrale a été construite en trois phases entre 1976 et 1992. Elle a une puissance de 1 110 MW et livre un peu plus de 5 milliards de kWh par an à la Bouriatie, à l'oblast de Tchita et à la Mongolie. Le combustible est à 99,5 pour cent du charbon.